# Alchemilla holmgrenii
Alchemilla holmgrenii é uma espécie de rosácea do gênero Alchemilla, pertencente à família Rosaceae.